# Юинг, Мейсон
Мейсон Сирил Элонг Юинг (англ. Mason Cyrille Elong Ewing; род. 9 апреля 1982, Дуала, Камерун) — французский, камерунский и американский продюсер, режиссёр, сценарист и модельер, живущий во Франции и США. Основанная в 2011 году штаб-квартира корпорации Mason Ewing находится в Лос-Анджелесе. Будучи слепым он построил процветающий бизнес и художественную карьеру.

## Биография

### Ранний период жизни
Его отец, Фредерик Юинг, являлся американским бизнесменом, ушедшим из жизни в ноябре 2010 года. Мейсон жил до четырёх лет со своей матерью-еврейкой из Камеруна, Мари Франческой Элонг, которая была моделью и швеей. Она вдохновила его и привила ему вкус к моде. Мейсон провел с ней много времени, пока она шила одежду для своих детей. Его любимая мать умерла в марте 1986 года.
Затем о нём заботилась его бабушка в течение трех лет. В 1989 году он переехал в район Парижа, где жил со своими дядей и тетей — Люсьеном и Джанетт Эквалла, — где он подвергся жестокому обращению с детьми. Его не только запирали в комнате на протяжении восьми лет и избивали, но и кидали перец чили ему в глаза несколько лет. В 1993 году, в моменты отчаяния, он часто убегал, чтобы обратиться за помощью к полиции и судьям, прося отстранить его от заботы его дяди и тети.
Из-за жестокого обращения Мейсон трагически потерял зрение в апреле 1996 года и впал в кому на три недели в детской больнице Некер в Париже. Он чудом выжил. В 2001 году он был бездомным и попал в SAMU (Скорая медицинская помощь во Франции). Он выиграл судебное дело против своих дяди и тети с выплатой €5000 (которые так и не были оплачены) и одним год условно.

### Карьера
Ребекка Айоко, любимая муза «Ив Сен-Лоран» в 1980-х годах, дважды закрывала в 2017 году показ Мейсона Юинга великолепным свадебным платьем. В течение ряда лет L’Oréal во Франции поддерживала его работу.
20 сентября 2006 года его первый модный показ произошел в салоне Вианнейс в Париже. Было много известных людей, таких как Селин Балитран, Лоран Петигийом и Оливье Лапидус. В ноябре 2008 года он организовал свое третье модное шоу на барже «Планета» на реке Сена с Рэйчел Легрейн-Трапани (Мисс Франция 2007) на закрытии шоу в эффектном свадебном платье. В 2017 году он работал с шоколатье Андре Канакином, чтобы создать платье для модного показа Шоколадного салона в России.
Некоторые известные личности во Франции поддержали его работу, в том числе: телеведущий Лоран Петигийом (который представил несколько своих показов мод), Оливье Лапидус (бывший художественный руководитель Lanvin); футболисты Эммануэль Пети, Бруно Беллоне, Люк Сонор, Оливье Дакур, Канд Алиун Тур, бывший менеджер команды «Париж-Сен-Жермен», Луис Фернандес, бывший чемпион Европы по баскетболу Паолин Экамби, актриса Фирмин Ришар, французский политик, Фредерик Миттеран и государственный секретарь по защите детей Эдриен Таке, и телевизионный журналист Доминик Торрес, который является его крестным отцом.
Наряду со своими модными проектами Мейсон Юинг работает над кинопроектами во Франции и США. Он создал серию детских фильмов «Приключения Мэдисона» и серию «Микки бум». В 2011 году он переехал в Америку, чтобы стать кинопродюсером. Его холдинговая компания Mason Ewing Corporation в Лос-Анджелесе имеет различные проекты в области кино и телевидения. Он написал телесериал Эрина Белла и продюсировал Дескри, короткометражный фильм.
Начиная с апреля 2015 года его французское дочернее предприятие Les Entreprises Ewing, дочернее предприятие Mason Ewing Corporation, находится в г. Кличи, Франция. Он является членом французского производственного профсоюза UPC.
Прожив в Лос-Анджелесе несколько лет, он вернулся во Францию, чтобы сосредоточиться на своем популярном телесериале Микки бум, поддерживаемом французскими и международными каналами. Этот сериал был вдохновлен американскими телешоу, которые он любил смотреть будучи подростком.
Он создал художественный фильм Любовь в Яунде, романтическую комедию, в 2019 году.

## Награды
В 2018 году Мейсон Юинг был удостоен награды A.I.M. от журнала Afrimpact в Пенсильвании за общественную работу. В течение многих лет он поддерживал Ассоциацию для слепых и слабовидящих и Комитета против современного рабства. Он также является послом неправительственной организации Человечество и инклюзия (Humanity & Inclusion) и ассоциации Убежище (Le Refuge) для молодежи, подвергающейся риску ЛГБТК. Его поддерживает Государственный секретарь по защите детей Адриен Таке.

## Фильмографии

### Художественный фильм
- 2020: Любовь в Яунде

### Короткометражный фильм
- 2011: Разглядеть
- 2017: Неврозы
- 2017: Как и другие
- 2017: Самый красивый подарок моей матери